# Greyfriars Bobby
Greyfriars Bobby (1855 o 1856 - 14 gennaio 1872) fu un cane di razza terrier divenuto famoso nel XIX secolo ad Edimburgo, Scozia, Regno Unito, per aver passato quattordici anni della sua vita davanti alla tomba del padrone, fino alla propria morte.
Un anno dopo la scomparsa del cane, la filantropa Angela Burdett-Coutts eresse sulla sua tomba una statua e una fontana per commemorarlo. Parecchi libri e film sono ispirati alla vita di Bobby, tra cui il film Greyfriars Bobby di Don Chaffey tratto dall'omonimo romanzo di Eleanor Atkinson.

## Storia
Bobby apparteneva a John Gray, che lavorava per la Polizia di Edimburgo come guardia notturna, e i due furono inseparabili per quasi due anni. Il 15 febbraio 1858 Gray morì di tubercolosi. Fu seppellito nel Greyfriars Kirkyard, il cimitero circostante Greyfriars Kirk nella città vecchia di Edimburgo. Bobby, che sopravvisse a John per ben quattordici anni, trascorse tutto il resto dei suoi giorni facendo la guardia alla tomba del proprio padrone. Si allontanava però per mangiare al ristorante vicino al cimitero e, a detta di alcuni, passava i freddi inverni nelle case dei vicini.
Nel 1867, quando fu disposto che i cani randagi avrebbero dovuto essere abbattuti, Lord Provost di Edimburgo, Sir William Chambers (che era anche direttore della Società Scozzese per la Prevenzione della Crudeltà sugli Animali) pagò per rinnovare la proprietà di Bobby, assumendosi la responsabilità del cane davanti al consiglio cittadino.

### Morte
Bobby morì nel 1872, e non avendo potuto essere seppellito nello stesso cimitero, in quanto terra consacrata, fu sepolto sotto il South Bridge presso il Greyfriars Kirkyard, non lontano dalla tomba di John Gray.